# Casus belli
Ка́зус бе́лли (лат. casus belli — «случай (для) войны», «военный инцидент») — юридический термин времён римского права: формальный повод для объявления войны. В своём первоначальном виде понятие casus belli представляло собой юридическую категорию древнеримского специального права, которым оперировали члены коллегии жрецов при осуществлении решений сената, в которые входили претензии к сопредельным народам. Отсутствие ответа в требуемый срок на выдвинутые в ультимативной форме требования сената, равно как и отрицательный или неудовлетворительный ответ, рассматривалось как повод к началу военных действий.
Понятие casus belli широко используется в современной исторической науке, в противопоставление казусу федерис (лат. casus foederis), предполагающему вступление в войну исходя из условий договора о стратегическом союзе с одной из воюющих сторон. Например, убийство австрийского эрцгерцога Франца Фердинанда в Сараеве 28 июня 1914 года сербским студентом Гаврилой Принципом, который являлся членом тайной организации «Млада Босна», было использовано Австро-Венгрией для объявления ультиматума Сербии. Получив не удовлетворивший её ответ на ультиматум, Австро-Венгрия использовала такой ответ в качестве казуса белли и объявила Сербии войну. При этом дальнейшее развитие событий (объявление Россией войны Австро-Венгрии из союзнических обязательств перед Сербией, Германией — России из обязательств перед Австро-Венгрией и т. д.) было примером казуса федерис.
После упразднения в XX веке права на войну как инструмента национальной политики понятие casus belli для отдельных государств устарело. В то же время Устав ООН предусматривает возможность военных действий силами отдельных стран с целью индивидуальной или коллективной самообороны в случае вооружённого нападения на эти страны, а также использование международных вооружённых сил для поддержания международного мира и безопасности, ликвидации угрозы миру, нарушения мира или акта агрессии, если другими средствами эти проблемы устранить невозможно.